# حث المدرسين
الحث هو الدعم والتوجيه المقدم لـالمعلمين المبتدئين ومديري المدارس في المراحل الأولى من حياتهم المهنية. يشمل الحث التوجه إلى مكان العمل والتواصل الاجتماعي والإرشاد والتوجيه من خلال تدريب المعلمين المبتدئين.
هذا ويتكون الحث الشامل والعالي الجودة من عدة عناصر أساسية:
- برنامج يستمر لعدة سنوات
- الاختيار والتدريب الصارم للموجه
- التوفيق بين الموضوع والمنطقة لكل من الموجهين والمعلمين المبتدئين
- الوقت الكافي للموجهين للاجتماع مع المعلمين الجدد ومراقبتهم
- التقييم التكويني الذي يساعد المعلمين المبتدئين للمضي قدمًا في تسلسل التطور المهني.

ويُعد نموذج مركز المعلم الجديد نموذجًا معترفًا به داخليا في الولايات المتحدة حيث يعمل على تعزيز تنمية المعلم الجديد وأثرها على الاحتفاظ بالمعلم وتعلم الطلاب.